# Fernmeldeturm Freienwill
Der Fernmeldeturm Freienwill (auch als Fernmeldeturm Flensburg-Freienwill bezeichnet, obwohl Freienwill kein Ortsteil von Flensburg ist) ist ein in den Jahren 1974/75 errichteter Fernmeldeturm der Deutschen Telekom AG in Stahlbetonbauweise auf einer Anhöhe beim Höckeberg, in der Gemeinde Freienwill. Der als Typenturm vom Typ FMT 2/73 ausgeführte Turm ist mit 174 Metern Gesamthöhe einer der höchsten Typentürme überhaupt. Der der Öffentlichkeit nicht zugängliche Turm dient neben dem Richtfunk und dem nichtöffentlichen Landfunkdienst auch zur Verbreitung der folgenden Hörfunkprogramme:
| Frequenz (MHz) | Programm                 | RDS PS   | RDS PI                | Regionalisierung | ERP (kW) | Antennendiagramm rund (ND)/gerichtet (D) | Polarisation horizontal (H)/vertikal (V) |
| -------------- | ------------------------ | -------- | --------------------- | ---------------- | -------- | ---------------------------------------- | ---------------------------------------- |
| 101,4          | Radio Schleswig-Holstein | __RSH___ | D4E8 (regional), D3E8 | Flensburg        | 20       | ND                                       | H                                        |
| 103,3          | Deutschlandfunk          | __DLF___ | D210                  | –                | 20       | ND                                       | H                                        |
| 105,6          | delta radio              | _delta__ | D4E9 (regional), D3E9 | Nord/West        | 20       | D (80–290°)                              | H                                        |

Vor der Umstellung auf DVB-T diente der Sendestandort weiterhin für analoges Fernsehen. Die DVB-T-Versorgung wird heute vom Sender Flensburg gewährleistet.
| Kanal | Frequenz (MHz) | Programm                         | ERP (kW) | Sendediagramm rund (ND)/ gerichtet (D) | Polarisation horizontal (H)/ vertikal (V) |
| ----- | -------------- | -------------------------------- | -------- | -------------------------------------- | ----------------------------------------- |
| 39    | 615,25         | ZDF                              | 160      | ND                                     | H                                         |
| 57    | 759,25         | NDR Fernsehen Schleswig-Holstein | 150      | ND                                     | H                                         |

Der weithin sichtbare Turm ist noch vom hohen Flensburger Rathaus, am Rande der Flensburger Innenstadt, sowie auch vom Mürwiker Wasserturm im Flensburger Volkspark noch gut zu sehen. Dennoch war für die analoge Fernsehversorgung direkt an der Förde ein Füllsender bei Wassersleben erforderlich.

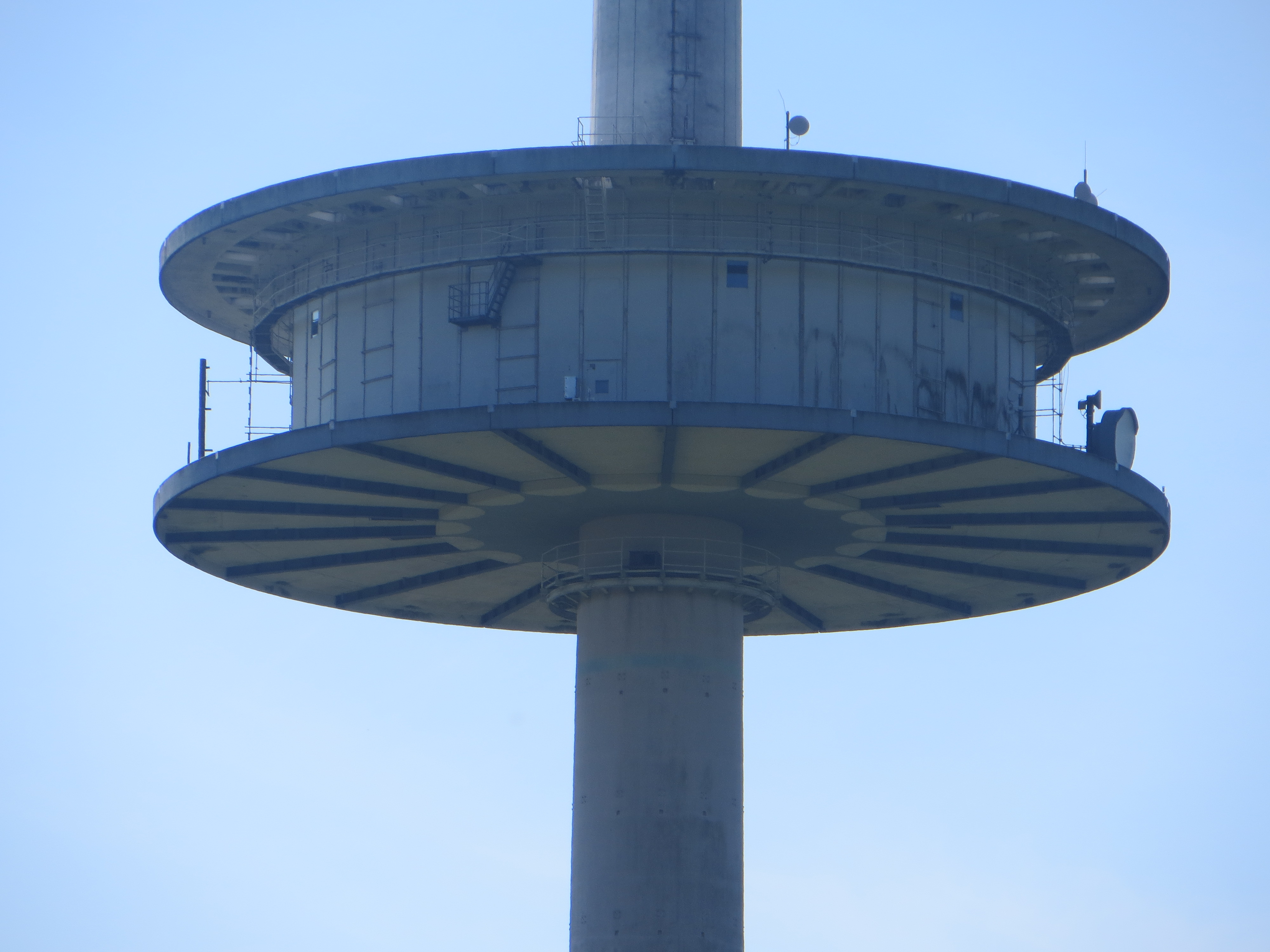
Typenturm vom Typ FMT 2/73 (Freienwill), Detailaufnahme
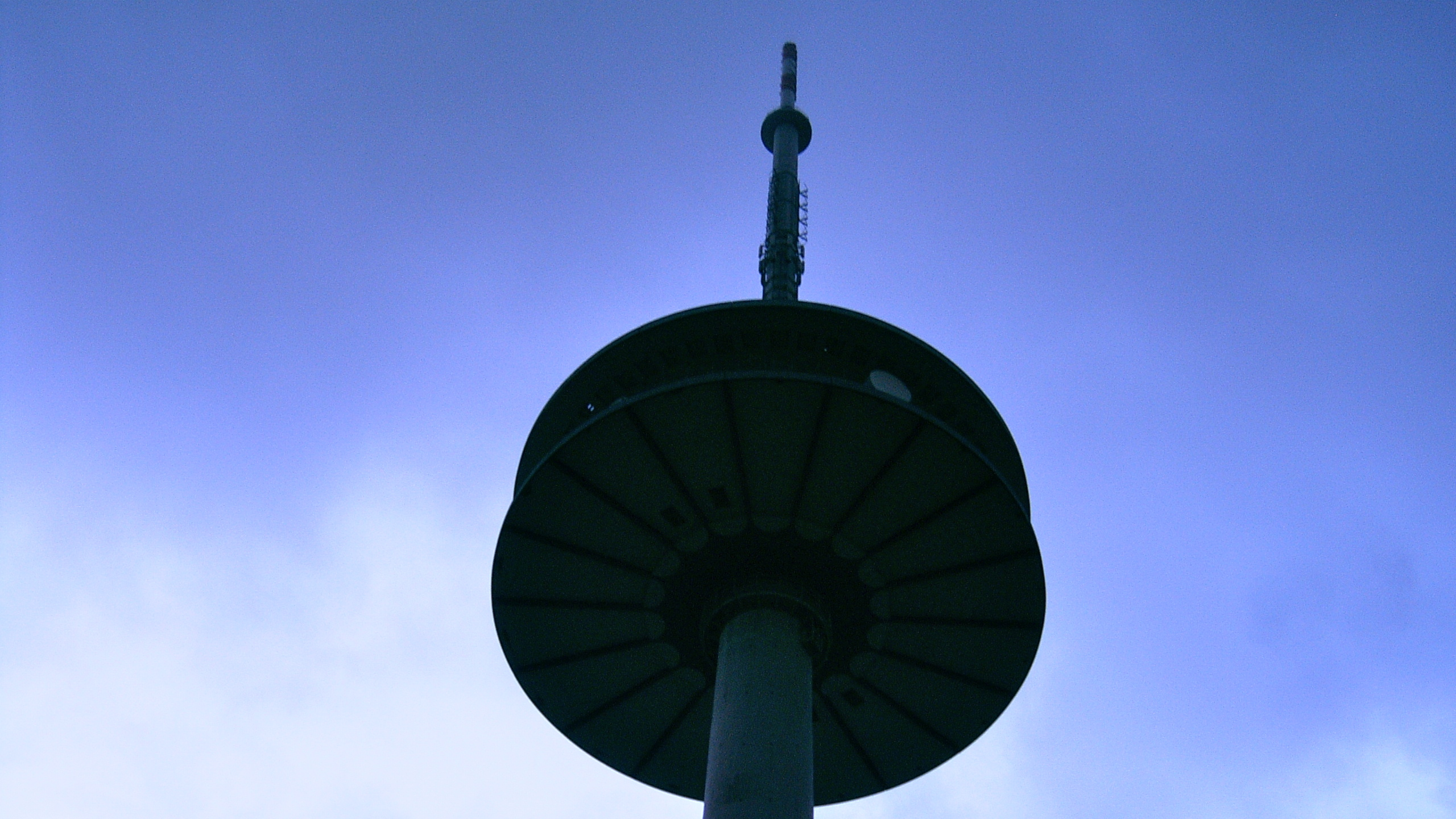
Fernmeldeturm Flensburg-Freienwill von unten
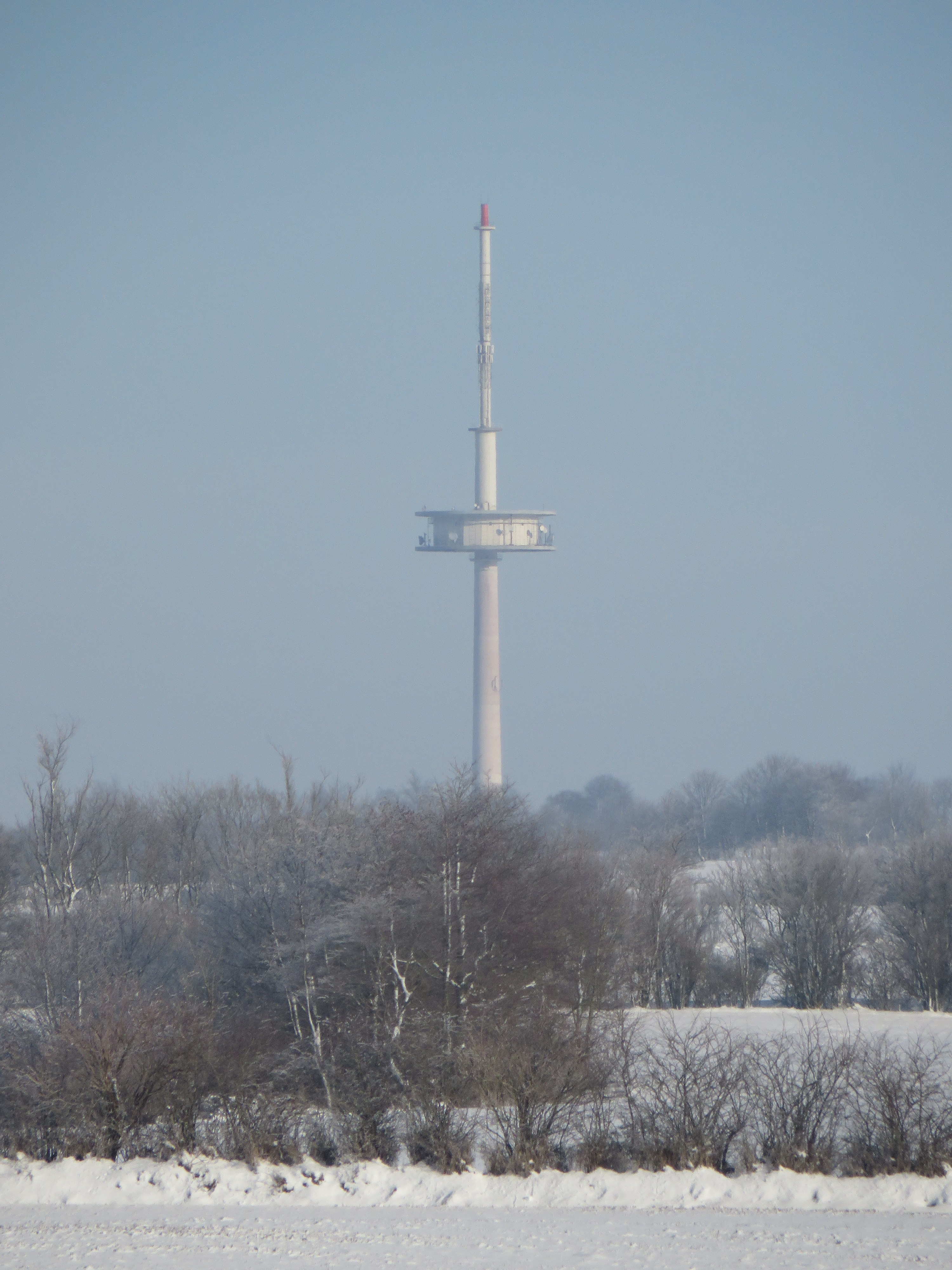
Fernmeldeturm Freienwill im Winter